# Dr. Ir. H.S. Adhinstraat
De Dr. Ir. H.S. Adhinstraat is een straat in Paramaribo die loopt vanaf de Jagernath Lachmonstraat. Hier bevindt zich onder meer de hoofdvestiging van Staatsolie Maatschappij Suriname.

## Naamgever
De straat is genoemd naar Herman Sookdew Adhin. Hij studeerde wiskunde, economie en rechten in Nederland en werkte zich bij terugkeer op tot directeur van het ministerie van Openbare Werken en bestuursdirecteur van 's Lands Telegraaf en Telefoonbedrijf. Tijdens het militaire regime was hij minister van Opbouw onder Henk Chin A Sen (1980-1981). Sinds 1977 was hij docent en plaatsvervangend decaan van de technische faculteit.

## Bouwwerken
De straat begint aan de Jagernath Lachmonstraat, tussen het ministerie van Openbare Werken en het Dr. Ir. Franklin Essed Stadion, met direct daarachter het Emile de la Fuente Sports Center. Ook bevindt zich hier het Service Centrum van het warenhuis MNI International. Aan het eind van de straat bevindt zich het complex van Staatsolie Maatschappij Suriname.

## Gedenktekens
Hieronder volgt een overzicht van de gedenktekens in de straat:
| Onderwerp                  | Type         | Kunstenaar     | Onthulling | Omschrijving                                       |
| -------------------------- | ------------ | -------------- | ---------- | -------------------------------------------------- |
| Vertrouwen in Eigen Kunnen | beeldengroep | Erwin de Vries | 2005       | 25-jarig jubileum Staatsolie Maatschappij Suriname |
| Borstbeeld van Eddy Jharap | borstbeeld   | Erwin de Vries | 2005       | Eddy Jharap, oprichter Staatsolie                  |